# German Politics
German Politics ist eine politikwissenschaftliche Zeitschrift der International Association for the Study of German Politics (IASGP). Sie wird seit 1992 vierteljährlich verlegt und erscheint derzeit bei Routledge (Taylor & Francis Group) in Philadelphia, Pennsylvania. Herausgeber sind Dan Hough (University of Sussex), Helga Welsh (Wake Forest University) und Thomas Saalfeld (Otto-Friedrich-Universität Bamberg). Die Artikel aus den Bereichen Wirtschaft, Recht und Gesellschaft unterliegen einem Peer-Review (double blind). 